# Métro léger de Buffalo
Le métro léger de Buffalo est un réseau de métro léger dans la ville de Buffalo, New York, États-Unis. Il est exploité par la Niagara Frontier Transportation Authority (NFTA).

## Concept
Le métro de Buffalo circule majoritairement en souterrain sur 8,4 km et au niveau du sol sur 1,9 km. L'American Public Transportation Association (APTA) caractérise le réseau comme étant un tramway, en effet les véhicules circulent en surface sur des espaces non protégés des autres moyens de transport.

## Réseau
L'unique ligne de 10,3 km s'étend du centre-ville de Buffalo au campus de Buffalo. Elle longe la Main Street sur une grande partie de son trajet.

### Liste des stations
- Special Events Station
- Erie Canal Harbor
- Seneca
- Church
- Lafayette Square
- Fountain Plaza
- Theater
- Allen/Medical Campus
- Summer-Best
- Utica
- Delavan/Canisius College
- Humboldt-Hospital
- Amherst Street
- LaSalle
- University

## Matériel roulant
Le parc de la NFTA est composé de 26 rames du constructeur Tokyu Car Corporation.
- Constructeur : Tokyu Car Corporation
- Longueur : 20,3 m
- Largeur : 2,6 m
- Masse à vide : 32.2 t
- Capacité de transport : 140 personnes (dont 51 places assises)
- Alimentation : 650 V

Les rames sont numérotées de 101 à 127. La rame 125 a été endommagée et retirée de la circulation.